# آني ر. سميث
آني ر. سميث (بالإنجليزية: Annie R. Smith)‏ هي كاتِبة وشاعرة أمريكية، ولدت في 16 مارس 1828 في Wilton, New Hampshire ‏ في الولايات المتحدة، وتوفي بنفس المكان في 26 يوليو 1855.